# Gefyroúdi
Gefyroúdi (Gefyroudi) är en ort i Grekland.   Den ligger i prefekturen Nomós Serrón och regionen Mellersta Makedonien, i den norra delen av landet, 400 km norr om huvudstaden Aten. Gefyroúdi ligger 33 meter över havet och antalet invånare är 717.
Terrängen runt Gefyroúdi är platt åt sydväst, men åt nordost är den kuperad. Runt Gefyroúdi är det ganska tätbefolkat, med 52 invånare per kvadratkilometer. Närmaste större samhälle är Serrai, 17,6 km sydost om Gefyroúdi. Trakten runt Gefyroúdi består i huvudsak av gräsmarker.